# Bathybates
Bathybates ist eine Buntbarschgattung, die im ostafrikanischen Tanganjikasee endemisch vorkommt.

## Merkmale
Bathybates-Arten werden 20 bis 42 cm lang und haben langgestreckte, seitlich abgeflachte, stromlinienförmige Körper und große Köpfe mit kräftigen Kiefern. Die Fische sind bläulich und besitzen eine für die jeweilige Art typische Zeichnung aus Punkten, senkrechten oder waagerechten Streifen oder größeren, flächige Flecken. Die Kiefer sind mit haiartigen, dreieckigen und nadelspitzen Zähnen besetzt, die für Buntbarsche untypisch sind. Die Zähne der inneren Zahnreihen sind an ihrer Basis mit einem Gelenk versehen, liegen bei geschlossenem Maul flach auf und werden erst mit Öffnung des Mauls aufgerichtet. Die Rückenflosse besitzt 13 bis 17 Hartstrahlen, die Afterflosse drei, wie bei den meisten Buntbarschen. Die Schwanzflosse ist gegabelt. Die meisten Bathybates-Arten besitzen kleine Sekundärschuppen, die ringförmig um die größeren Primärschuppen angeordnet sind und diese, sowie die Rinnen, die normalerweise zwischen den größeren Schuppen stehen, teilweise überdecken. So werden Verwirbelungen, die bei unebenen Oberflächen entstehen, vermieden und die Fische werden stromlinienförmiger und schneller.
- Schuppenformel: mLR 60–95
- Kiemenrechen 8–19.

## Lebensweise
Bathybates-Arten leben pelagisch in Schwärmen und ernähren sich piscivor vor allem von den beiden im Tanganjikasee vorkommenden Heringsarten (Limnothrissa miodon und Stolothrissa tanganicae). Sie laichen über ufernahen, sandigen Zonen. Nach dem Ablaichen nimmt das Weibchen die Eier, die einen Durchmesser von etwa 6 mm bis 8,5 mm haben, ins Maul (Maulbrüter). Die Jungfische mischen sich unter die Schwärme der in Ufernähe lebenden Sandcichliden (Callochromis, Ectodus, Xenotilapia), bis sie eine Länge von etwa 8 cm haben und die Lebensweise der Eltern annehmen.

## Arten
Es gibt sieben Arten:
- Bathybates fasciatus Boulenger, 1901
- Bathybates ferox Boulenger, 1898
- Bathybates graueri Steindachner, 1911
- Bathybates hornii Steindachner, 1911
- Bathybates leo Poll, 1956
- Bathybates minor Boulenger, 1906
- Bathybates vittatus Boulenger, 1914